# Fernando Z. Maldonado
Fernando Zenaido Maldonado Rivera (* 20. August 1917 in Cárdenas, San Luis Potosí; † 23. März 1996 in Cuernavaca, Morelos), allgemein bekannt als Fernando Z. Maldonado und international auch als Fred McDonald, war ein mexikanischer Musiker, der vorwiegend als Komponist tätig war. 

## Leben
Schon in seiner Kindheit war Maldonado ein begeisterter Musikliebhaber und komponierte sein erstes Lied bereits im Alter von sieben Jahren. Es war der seiner gleichnamigen Mutter gewidmete Walzer Catarina. Maldonado lernte mehrere Musikinstrumente spielen, unter anderem Flöte, Klavier und Harmonium. Als junger Mann zog er nach Monterrey, wo er eine Musikgruppe gründete und erstmals im Radio gespielt wurde. Der endgültige Durchbruch gelang durch den Umzug nach Mexiko-Stadt im Jahre 1945. 
Zwei seiner Kompositionen wurden in Mexiko zum „Lied des Jahres“ gewählt: Amor de la calle (1950) und Volver Volver (1973).
Zur Steigerung seiner Vermarktungschancen in den Vereinigten Staaten wurde ein Vertrag mit der CBS Corporation geschlossen und das Pseudonym Fred McDonald gewählt. 
Bei einem Einbruch in ihr Anwesen in Cuernavaca, Morelos, in den frühen Morgenstunden des 23. März 1996 wurden Maldonado und seine Frau gegen 3 Uhr nachts erschossen. Vom wahrscheinlich durch ihr Aufwachen bzw. ihre Anwesenheit überraschten Einbrecher wurde der Komponist von zwei Kugeln (je eine in den Bauch und in die Brust) getroffen, seine Frau durch einen Schuss in den Rücken getötet.